# Philip Dunne

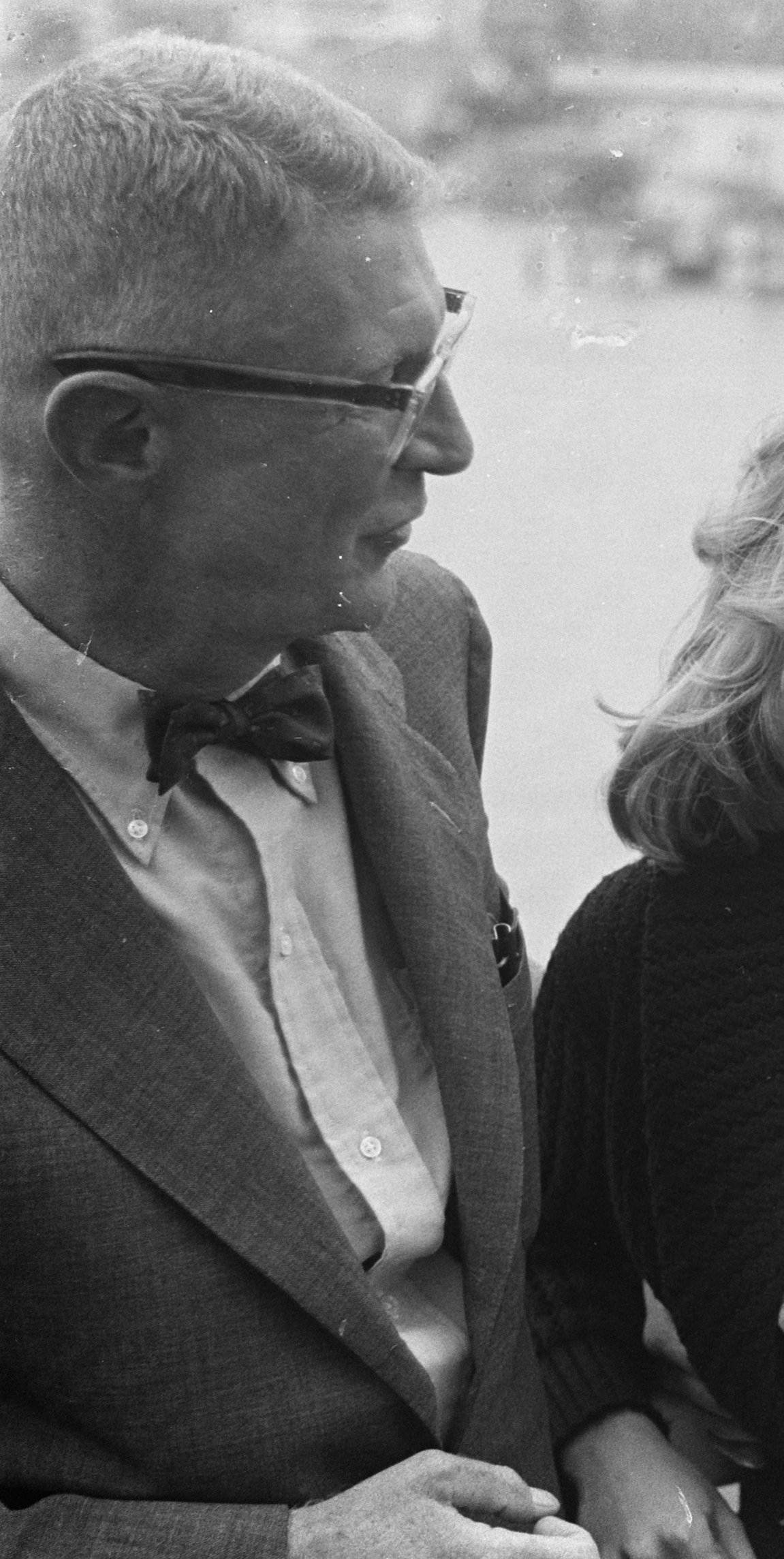
Philip Dunne (1961)

Philip Dunne (* 11. Februar 1908 in New York City; † 2. Juni 1992 in Malibu, Kalifornien) war ein US-amerikanischer Drehbuchautor, Filmregisseur sowie Filmproduzent.

## Leben
Philip Dunne war der Sohn des US-amerikanischen Autors Finley Peter Dunne und der Golfspielerin Margaret Abbott. Nach seiner Schulzeit auf einer New Yorker Schule und der Middlesex School im US-Bundesstaat Massachusetts begann er 1925 ein Studium an der Harvard University in Cambridge. Dieses beendete er 1929, ohne jedoch einen Abschluss zu erlangen.
Seine ersten Erfahrungen im Filmgeschäft sammelte in den frühen 1930er-Jahren. Im Jahre 1932 schrieb er sein erstes Drehbuch für den von Raoul Walsh inszenierten Film Me and My Gal, jedoch wurde er nicht in den Credits genannt. Zwei Jahre später verfasste er das Drehbuch zu der Literaturverfilmung Der Graf von Monte Christo. Weitere Drehbücher folgten, darunter für den Film Der Letzte der Mohikaner. Im Laufe des Jahrzehnts begründete er die Screen Writers Guild mit und war in den Jahren 1938 bis 1940 der Vizepräsident von dessen Nachfolgeorganisation, der Writers Guild of America.
Im Jahre 1939 heiratete er die Schauspielerin Amanda Duff. Die beiden lernten sich während ihrer gemeinsamen Arbeit beim Filmstudio 20th Century Fox kennen, bei dem Dunne seit Beginn seiner Tätigkeit als Drehbuchautor angestellt war. Aus der bis zu seinem Tod 1992 andauernden Ehe gingen drei Kinder hervor.
Auch in den 40er Jahren war Dunne ausnahmslos als Drehbuchautor tätig. 1941 verfasste er das Buch für den Oscar-prämierten Film Schlagende Wetter. Hierfür wurde er 1942 in der Kategorie Bestes Drehbuch für den Oscar nominiert. Andere Filme aus dieser Dekade, an denen Dunne als Autor mitwirkte, sind unter anderem Ein Gespenst auf Freiersfüßen sowie der von Elia Kazan gedrehte Pinky.
Noch zu Beginn der 1940er Jahre war Dunne Mitglied des Ausschusses zur Verteidigung Amerikas durch die Unterstützung der Alliierten („Committee to Defend America by Aiding the Allies - CDAAA“). Hierbei handelte es sich um eine Organisation, die durch die gezielte Unterstützung Großbritanniens verhindern wollte, dass die USA direkt am Zweiten Weltkrieg teilnehmen. Von 1942 bis 1946 war Dunne ein Mitarbeiter des United States Office of War Information. Hier war er in der Abteilung Overseas in der Funktion des Chief of Production for the Motion Picture Bureau tätig.
1951 entstand unter der Regie von Henry King die Bibelverfilmung David und Bathseba und Philip Dunne wurde 1952 ein zweites Mal für den Oscar in der Kategorie Bestes Drehbuch nominiert, konnte den Preis jedoch zum wiederholten Male nicht gewinnen. In diesem Jahrzehnt schrieb Dunne die Drehbücher vor allem zu diversen Historienfilme, darunter Streifen wie Die Piratenkönigin und Die Gladiatoren. 1954 gab Dunne sein Debüt als Regisseur und inszenierte die Literaturverfilmung König der Schauspieler. Der Schauspieler Richard Burton übernahm hierbei eine tragende Rolle. Noch im selben Jahr drehte er mit Unvollendete Liebe eine weitere Verfilmung einer literarischen Vorlage, für die er auch am Drehbuch beteiligt war. Bis 1965 entstanden so insgesamt zehn Filme unter seiner Regie. Sein letzter Film als Regisseur wie Drehbuchautor war New York Expreß mit Rock Hudson in der Hauptrolle.
1958 wurde John Dunne mit dem Goldenen Leoparden auf dem Internationalen Filmfestival von Locarno für seinen im selben Jahr entstandenen Film Ein Mann in den besten Jahren ausgezeichnet. Die beiden Schauspieler Gary Cooper und Geraldine Fitzgerald übernahmen in diesem Melodram die Hauptrollen.
Als Filmproduzent trat Dunne bereits 1944 in Erscheinung, als er den Kurzfilm The Town produzierte. 1952 produzierte er König der Gauchos, für den er auch das Drehbuch verfasste. Im Jahre 1955 produzierte er seine beiden eigenen in diesem Jahr entstandenen Filme.
In den Jahren 1952 sowie 1956 war Dunne als Redenschreiber für den Präsidentschaftskandidaten Adlai Ewing Stevenson tätig. 1960 wiederholte sich diese Tätigkeit, dieses Mal für die Kampagne des späteren Präsidenten der Vereinigten Staaten John F. Kennedy.
Philip Dunne starb am 2. Juni 1992 an den Folgen einer Krebserkrankung. Bereits 1980 erschien seine Autobiografie Take Two: A Life in Movies and Politics. Ein Stern auf dem Hollywood Walk of Fame erinnert an sein Wirken.

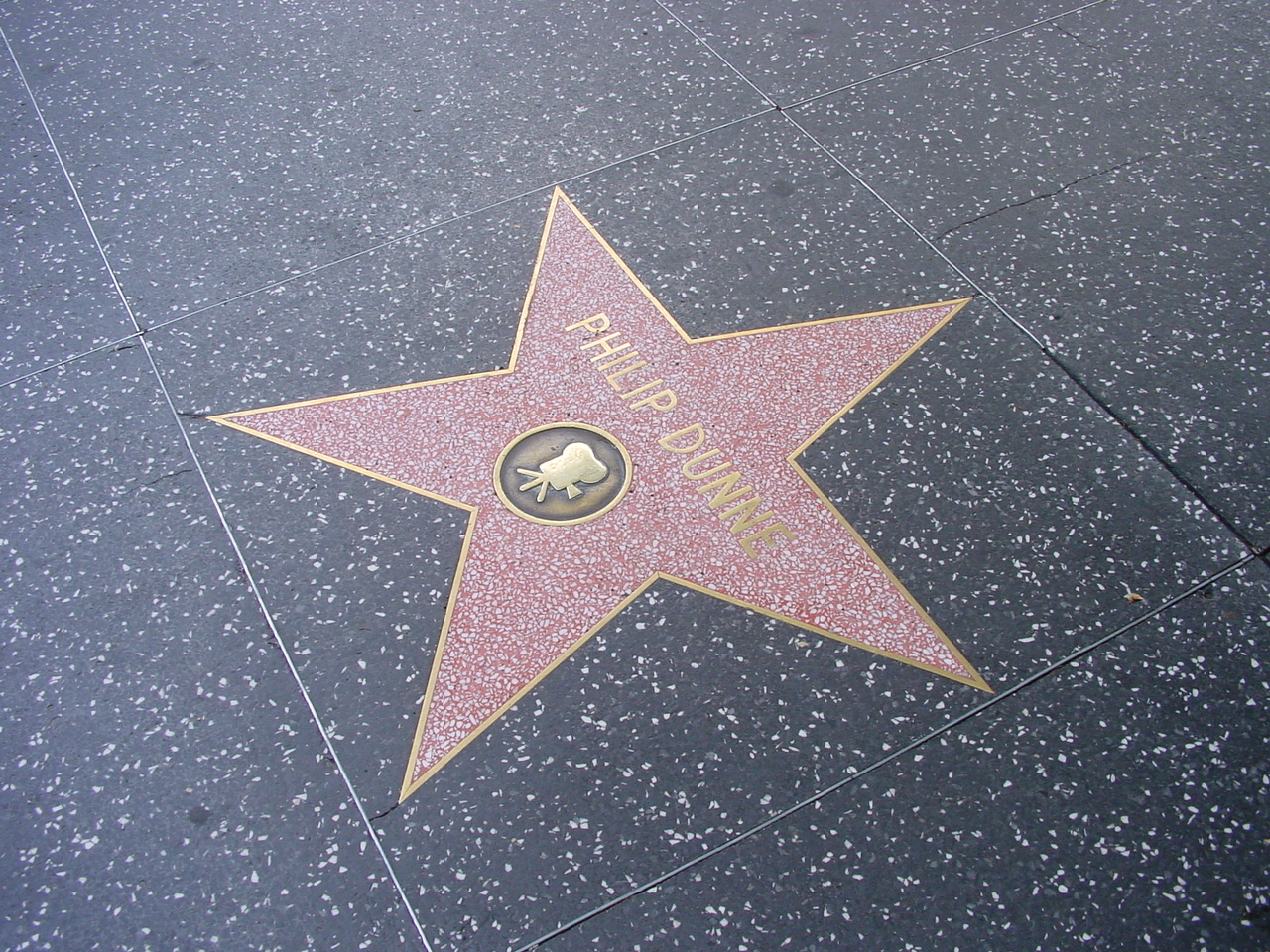
Philip Dunnes Stern auf dem Hollywood Walk of Fame

## Filmografie (Auswahl)

### Als Drehbuchautor
- 1934: Das Rätsel von Monte Christo (The Count of Monte Cristo)
- 1936: Der Letzte der Mohikaner (The Last of the Mohicans)
- 1939: Nacht über Indien (The Rains Came)
- 1939: Swanee River
- 1941: Schlagende Wetter (How Green Was My Valley)
- 1942: Abenteuer in der Südsee (Son of Fury: The Story of Benjamin Blake)
- 1947: Ein Gespenst auf Freiersfüßen (The Ghost and Mrs. Muir)
- 1947: Amber, die große Kurtisane (Forever Amber)
- 1948: Ich heirate dich doch (That Wonderful Urge)
- 1948: The Luck of the Irish
- 1949: Pinky
- 1951: David und Bathseba (David and Bathsheba)
- 1951: Die Piratenkönigin (Anne of the Indies)
- 1952: König der Gauchos (Way of a Gaucho)
- 1952: Schwarze Trommeln (Lydia Bailey)
- 1953: Das Gewand (The Robe)
- 1954: Die Gladiatoren (Demetrius and the Gladiators)
- 1954: Sinuhe der Ägypter (The Egyptian)
- 1965: Michelangelo – Inferno und Ekstase (The Agony and the Ecstasy)
- 1965: New York Expreß (Blindfold)

### Als Regisseur
- 1954: König der Schauspieler (Prince of Players)
- 1955: Unvollendete Liebe (The View from Pompey’s Head)
- 1956: Die Männer um Hilda Crane (Hilda Crane)
- 1956: Die unsichtbare Front (Three Brave Men)
- 1958: Ein Mann in den besten Jahren (Ten North Frederick)
- 1958: Hölle, wo ist dein Schrecken (In Love and War)
- 1959: Die Unverstandenen (Blue Denim)
- 1961: Lied des Rebellen (Wild in the Country)
- 1962: Der Inspektor (The Inspector)
- 1965: New York Expreß (Blindfold)